# أوليفر (ويسكونسن)
أوليفر (بالإنجليزية: Oliver, Wisconsin)‏ هي قرية تقع في الولايات المتحدة في مقاطعة دوغلاس (ويسكونسن). يقدر عدد سكانها بـ 399 نسمة ومساحتها 5.39 كم2 وترتفع عن سطح البحر 197 متر.

## التركيبة السكانية
قام مكتب تعداد الولايات المتحدة بتحديد بيانات التركيبة السكانية لأوليفر في تعداد الولايات المتحدة. في ما يلي، التركيبة السكانية حسب تعدادي 2000 و2010.

### تعداد عام 2000
بلغ عدد سكان أوليفر 358 نسمة بحسب تعداد عام 2000، وبلغ عدد الأسر 127 أسرة وعدد العائلات 105 عائلة مقيمة في القرية. في حين سجلت الكثافة السكانية 174.9 نسمة لكل ميل مربع (67.5/كم2). وبلغ عدد الوحدات السكنية 128 وحدة بمتوسط كثافة قدره 62.5 نسمة لكل ميل مربع (24.1/كم2).
وتوزع التركيب العرقي للقرية بنسبة 97.21% من البيض و 1.68% من الأمريكيين الأصليين و 1.12% من عرقين مختلطين أو أكثر.
بلغ عدد الأسر 127 أسرة كانت نسبة 44.1% منها لديها أطفال تحت سن الثامنة عشر تعيش معهم، وبلغت نسبة الأزواج القاطنين مع بعضهم البعض 66.9% من أصل المجموع الكلي للأسر، ونسبة 12.6% من الأسر كان لديها معيلات من الإناث دون وجود شريك، وكانت نسبة 17.3% من غير العائلات. تألفت نسبة 12.6% من أصل جميع الأسر من أفراد ونسبة 3.1% كانوا يعيش معهم شخص وحيد يبلغ من العمر 65 عاماً فما فوق. وبلغ متوسط حجم الأسرة المعيشية 3.04، أما متوسط حجم العائلات فبلغ 2.82.
بلغ العمر الوسطي للسكان 37 عاماً. وكانت نسبة 30.2% من القاطنين تحت سن الثامنة عشر، وكانت نسبة 6.1% بين الثامنة عشر والأربعة وعشرون عاماً، ونسبة 31.6% كانت واقعةً في الفئة العمرية ما بين الخامسة والعشرون حتى والأربعة وأربعون عاماً، ونسبة 23.2% كانت ما بين الخامسة والأربعون حتى الرابعة والستون، ونسبة 8.9% كانت ضمن فئة الخامسة والستون عاماً فما فوق. يوجد لكل 100 أنثى 105.7 ذكر، ويوجد لكل 100 أنثى في الثامنة عشر من عمرها فما فوق 101.6 ذكر.
بلغ متوسط دخل الأسرة في القرية 41,750 دولار، أما متوسط دخل العائلة فبلغ 45,250 دولار. وكان متوسط دخل الذكور 35,625 دولار مقابل 20,357 دولار للإناث. وسجل دخل الفرد الخاص بالقرية 19,527 دولار. وكانت نسبة 4.9% من العائلات ونسبة 8.3% من السكان تحت خط الفقر، وكان من هؤلاء نسبة 14.1% تحت سن الثامنة عشر ونسبة 10.0% في الخامسة والستين من العمر وما فوق.

### تعداد عام 2010
بلغ عدد سكان أوليفر 399 نسمة بحسب تعداد عام 2010، وبلغ عدد الأسر 159 أسرة وعدد العائلات 116 عائلة مقيمة في القرية. في حين سجلت الكثافة السكانية 193.7 نسمة لكل ميل مربع (74.8/كم2). وبلغ عدد الوحدات السكنية 167 وحدة بمتوسط كثافة قدره 81.1 لكل ميل مربع (31.3/كم2).
وتوزع التركيب العرقي للقرية بنسبة 96.5% من البيض و 1.3% من الأمريكيين الأصليين و 0.5% من الأمريكيين ذوي الأصول الآسيوية و 1.8% من عرقين مختلطين أو أكثر.
بلغ عدد الأسر 159 أسرة كانت نسبة 35.8% منها لديها أطفال تحت سن الثامنة عشر تعيش معهم، وبلغت نسبة الأزواج القاطنين مع بعضهم البعض 57.9% من أصل المجموع الكلي للأسر، ونسبة 9.4% من الأسر كان لديها معيلات من الإناث دون وجود شريك، بينما كانت نسبة 5.7% من الأسر لديها معيلون من الذكور دون وجود شريكة وكانت نسبة 27.0% من غير العائلات. تألفت نسبة 22.0% من أصل جميع الأسر من أفراد ونسبة 6.3% كانوا يعيش معهم شخص وحيد يبلغ من العمر 65 عاماً فما فوق. وبلغ متوسط حجم الأسرة المعيشية 2.92، أما متوسط حجم العائلات فبلغ 2.51.
بلغ العمر الوسطي للسكان 41.9 عاماً. وكانت نسبة 25.6% من القاطنين تحت سن الثامنة عشر، وكانت نسبة 4.6% بين الثامنة عشر والأربعة وعشرون عاماً، ونسبة 24.6% كانت واقعةً في الفئة العمرية ما بين الخامسة والعشرون حتى والأربعة وأربعون عاماً، ونسبة 37.1% كانت ما بين الخامسة والأربعون حتى الرابعة والستون، ونسبة 8.3% كانت ضمن فئة الخامسة والستون عاماً فما فوق. وتوزع التركيب الجنسي للسكان بنسبة 51.4% ذكور و48.6% إناث.